# Zavoda Ferenc
Zavoda Ferenc (Óradna, 1927. április 14. – 2011. július) magyar nemzetiségű román válogatott labdarúgó, csatár. A román sportsajtóban Francisc Zavoda néven volt ismert. Testvére, Zavoda László szintén román válogatott labdarúgó volt.

## Pályafutása

### Klubcsapatban
1938-ban Nagybányán kezdte a labdarúgást. A Phoenix Baia Mare együttesében szerepelt először a román másodosztályban.  1948-ban mutatkozott be az élvonalban a FCR București csapatában. A következő idénytől a CCA București játékosa lett, ahol 1960-ig 164 bajnoki mérkőzésen 37 gólt szerzett és hatszoros bajnok, négyszeres kupagyőztes lett a csapattal. 1961-ben vonult vissza az aktív labdarúgástól.

### A válogatottban
1951 és 1959 között nyolc alkalommal szerepelt a román válogatottban.

### Edzőként
1964 és 1966 között a Steaua București, 1979 és 1986 között az ASA Târgu Mureș csapatánál dolgozott, mint pályaedző. Marosvásárhelyen az első idényben vezetőedző volt.

## Sikerei, díjai
- Román bajnokság
  - bajnok: 1951, 1952, 1953, 1956, 1959–60, 1960–61
  - 2.: 1954, 1957–58
  - 3.: 1958–59
- Román kupa
  - győztes: 1950, 1951, 1952, 1955
  - döntős, 1953